# Levin von Schaffgotsch

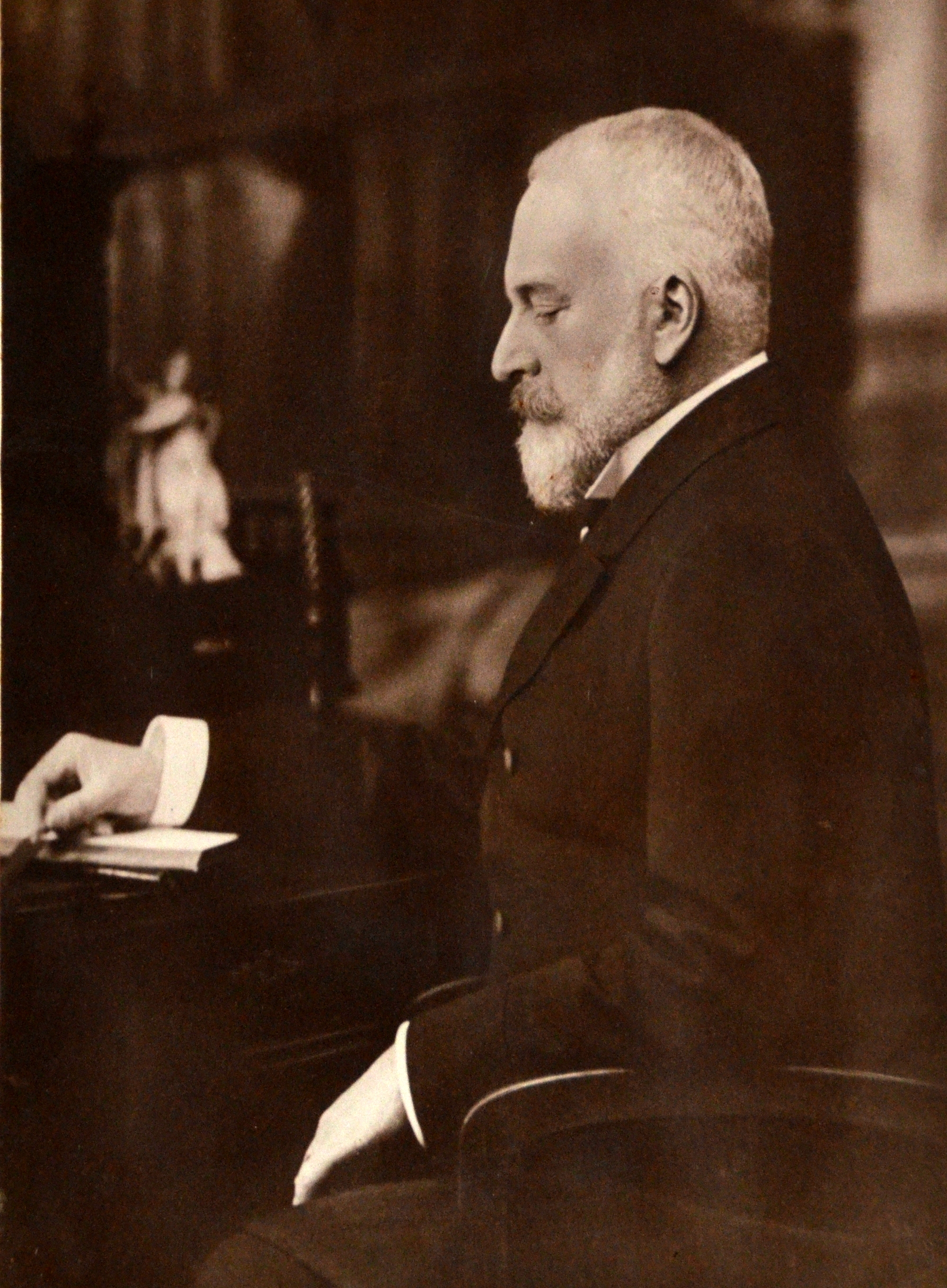
Levin Gotthard Graf Schaffgotsch

Levin von Schaffgotsch (voller Name Levin Gotthard Graf Schaffgotsch genannt Semperfrei von und zu Kynast und Greiffenstein, Freiherr zu Trachenberg, * 3. Mai 1854 in Bonn, Rheinprovinz; † 1. August 1913 in Salzburg, Österreich-Ungarn) war k.k. Landespräsident von Salzburg.

## Leben
Levin von Schaffgotsch entstammte dem schlesischen Adelsgeschlecht Schaffgotsch, das auch große Besitzungen in Böhmen unterhielt. Seine Eltern waren Josef Graf Schaffgotsch (1806–1859) und Marie Gräfin zu Stolberg (1824–1896). Er absolvierte das Gymnasium in Hildesheim und studierte ab 1872 an der Universität Innsbruck.
Am 11. Januar 1888 vermählte er sich mit Elisabeth Mathilde Rosa von Schönberg (1867–1940). Der Ehe entstammten zehn Kinder, darunter:
- Franz (1902–1942), ein bekannter Maler und Grafiker sowie Bühnenbildner des Salzburger Marionettentheaters
- Maria Josepha (1908–1996), Lehrerin für Künstlerischen Tanz an der Akademie für Musik und Darstellende Kunst in Wien (heute mdw)

Bereits am 1. Oktober 1878 trat er in den politischen Dienst des Kaisertums Österreich und fand seine erste Anstellung bei der Statthalterei für Tirol und Vorarlberg. In den folgenden Jahren wurde er mehrfach versetzt und wirkte unter anderem in Meran, von 1893 bis 1895 als Amtsleiter der Bezirkshauptmannschaft in Lienz, von 1895 bis 1899 als Bezirkshauptmann in Feldkirch und im Jahr 1900 in Innsbruck. Am 7. Januar 1902 wurde er mit dem Titel eines Statthaltereirates nach Bregenz versetzt und im August 1906 zum Hofrat ernannt.
Nach dem Tod des Salzburger Landespräsidenten Clemens von Saint-Julien-Wallsee (1845–1908) wurde er zum neuen k.k. Landespräsidenten von Salzburg ernannt und trat sein Amt, das erst seit der Erhebung des ehemaligen Erzstifts zum Kronland im Jahr 1850 bestand, am 1. Oktober 1908 an. Am 11. Januar 1912 erfolgte die Ernennung zum k.k. Geheimen Rat. Neben seiner politischen und verwaltungstechnischen Aufgabe war er auch als Präsident des „Katholisch-Politischen Volksvereins“, der 1870 aus dem „Katholischen Bürgerverein“ hervorgegangen war, tätig. Zielsetzung des Vereins war, die katholische Parteirichtung zu stärken und ihre Anhänger in die Vertretungskörper zu bringen.
Am 31. Juli 1913 erlitt Levin Graf Schaffgotsch einen Schlaganfall, dem er am folgenden Tag erlag. Seine wegen ihrer Monumentalität bemerkenswerte Grabstelle befindet sich am Salzburger Kommunalfriedhof.